# リース (装飾)

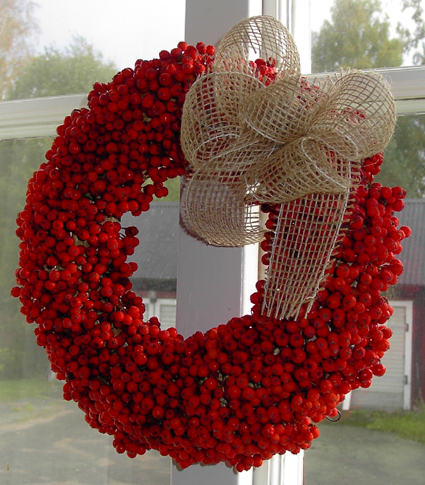
リース

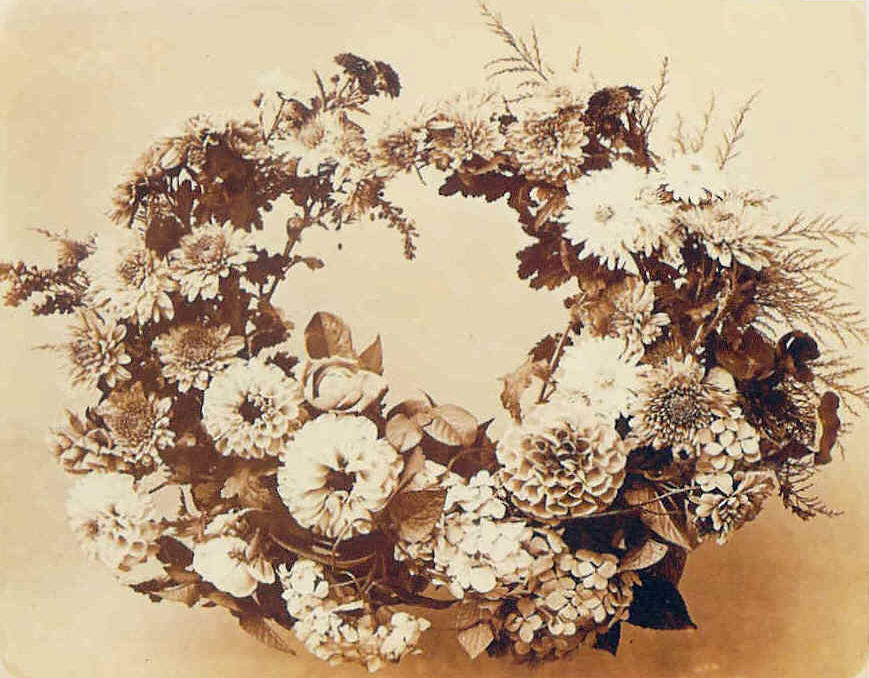
Adolphe Braunの作品（1854年）

リース（英語: wreath）は、花や葉などで作られた装飾用の輪。特に、室内の壁やドアに飾られる装飾物として使われる。果物で作られる場合もある。特に、クリスマスに飾られるクリスマスリースやアドベントリースがその代表例である。
テーブルに置かれる場合もある。また、冠や髪飾りのように身につける場合もある。

## 文化による用途
リースは、ローマ帝国の時代のローマ人によって祭事の際の冠として身につけられた。リースは主に女性に使われ、男性は冠を使用した。威信の象徴であり、往々にして手作りされた。花や枝、つる、月桂樹の葉などで作られ、結婚式など特別な行事の際によく使われた 。健康の女神ストレニアにちなんで「スト
レナエ」と呼ばれ、これがクリスマス・リース（元は北米で見られたもので、映画の影響からあちこちに広まった）につながった。

### ローマ時代
葬儀用のリースは、古代ローマ人の慣習だった。石棺によく見られる。古代ローマでは新年の祝賀は12月31日から1月4日まで続いたが、贈り物を交換する習慣があった。もともとは常緑樹

### キリスト教
リースは常緑樹の小枝で作られることが多く、クリスマスリースとしては、松ぼっくりや赤いリボン結びで飾られることが多い。キリスト教の家庭や教会では、クリスマスまでの数日のためにろうそく4、5本を使用したアドベントリースが飾られることがある。